# Leaota (sit SCI)
Leaota este o arie protejată (arie specială de conservare — SAC, sit de importanță comunitară — SCI) din România, întinsă pe o suprafață de 1.378,4 ha, integral pe uscat. Acesta se află la interferența Transilvaniei cu Muntenia și a fost desemnat în scopul protejării biodiversității și menținerii într-o stare de conservare favorabilă a florei spontane și faunei sălbatice, precum și a habitatelor naturale aflate în arealul zonei protejate.

## Localizare
Situl se întinde pe teritoriile administrative ale județelor Brașov (Fundata, Moieciu), Dâmbovița (Moroeni) și Argeș (Dragoslavele). Centrul sitului Leaota este situat la coordonatele 45°23′28″N 25°19′36″E / 45.3911°N 25.3266°E.

## Înființare
Arealul Leaota (ROSCI0102) a fost declarat sit de importanță comunitară în decembrie 2007 pentru a proteja 3 specii de plante. Arealul a fost protejat și ca arie specială de conservare în mai 2022. Acesta include aria naturală Parcul Natural Bucegi.

## Biodiversitate
Situată în ecoregiunea alpină a munților Bucegi, aria protejată conține 4 habitate naturale: Pajiști alpine și boreale, Pajiști boreale și alpine pe substrat silicios, Grohotișuri medioeuropene calcaroase ale etajelor montane și Păduri tip Luzulo-Fagetum.
La baza desemnării sitului se află 5 specii faunistice protejate la nivel european sau aflate pe lista roșie a IUCN; astfel: 3 mamifere: urs carpatin (Ursus arctos), lup (Canis lupus) și râs eurasiatic (Lynx lynx); și 2 amfibieni: izvorașul-cu-burta-galbenă (Bombina variegata) și salamandra carpatică (Triturus montandoni).
Pe lângă speciile aflate la baza desemnării sitului, pe teritoriul acestuia au mai fost identificate 6 specii din flora spontană și fauna sălbatică a României, protejate la nivel european.